# Kim Novak
Pour les articles homonymes, voir Novak.
Ne pas confondre avec la joueuse de volley-ball Kim Nowak.
Marilyn Pauline Novak, dite Kim Novak, née le 13 février 1933 à Chicago, dans l'Illinois, est une actrice américaine.
D'abord mannequin, elle est engagée par le studio Columbia Pictures qui souhaite faire d'elle la rivale de Marilyn Monroe. Le film Picnic (1955) lui permet d'accéder au rang de vedette internationale. Elle rencontre de nombreux succès et devient, en 1957, grâce à notamment L'Homme au bras d'or et La Blonde ou la Rousse, l'actrice numéro un au box-office. En 1958, elle tient le rôle principal dans Sueurs froides (Vertigo d'Alfred Hitchcock avec James Stewart comme partenaire).
Dirigée par les plus grands réalisateurs, notamment Alfred Hitchcock, Otto Preminger et Billy Wilder, Novak s'éloigne progressivement du cinéma à partir des années 1960, lasse d'être considérée par la critique moins comme une actrice que comme un sex-symbol. Elle met un terme à sa carrière en 1991, à l'âge de 58 ans, après une expérience difficile sur le tournage du film Traumatismes. Elle se consacre alors à la peinture et élève, aux côtés de son mari vétérinaire, chevaux et lamas dans son ranch de l'Oregon.

## Biographie

### Jeunesse et début de sa carrière
Marilyn Pauline Novak naît le 13 février 1933, à Chicago, de parents d'origine tchèque. Son père, Joseph Novak, est un professeur d'histoire devenu aiguilleur de chemin de fer pendant la Grande Dépression, et sa mère, Blanche Kral Novak, est ouvrière d'usine,. Elle a une sœur aînée, Arlene. Son enfance est difficile. Elle confie en 2012 avoir été victime d'un viol dont elle n'avait jamais parlé jusqu'alors,. Elle estime que ses conflits avec ses parents l'ont préparée aux conflits de sa vie d'actrice,.
À l'école primaire puis au lycée, Kim Novak, de son propre aveu, ne s'entend pas avec ses enseignants et n'aime pas qu'on lui dise quoi faire et quand le faire. Depuis qu'elle est petite, elle souhaite faire de l'art son métier. Après le lycée, elle gagne une bourse pour aller étudier à l'Art Institute of Chicago mais opte finalement pour l'institut universitaire Wilbur Wright (Wright Junior College),,.
Elle entame une carrière de mannequin pour une boutique spécialisée dans les vêtements pour adolescents. Par la suite, elle reçoit une bourse d'études pour une école de mannequins, tout en continuant son métier à temps partiel. Elle occupe les postes d'opérateur d'ascenseur, de commis en magasin et d'assistante dentaire,.
Elle fait ensuite le tour des États-Unis avec trois autres jeunes femmes pour vanter les mérites d'une société spécialisée dans les réfrigérateurs. Elle est alors surnommée « Miss Deepfreeze ». Elle s'installe ensuite à Los Angeles où elle pense ne rester qu'un seul mois,. En 1954, elle apparaît pour la première fois à l'écran dans le film French Line avec Jane Russell et Gilbert Roland. Son apparition, une pose dans un escalier, n'est pas mentionnée au générique.

### Carrière cinématographique

#### Débuts
Au cours d'une soirée, elle est repérée par un agent de recrutement de la Columbia Pictures qui lui fait passer un essai devant la caméra,. À l'époque, le responsable du studio, Harry Cohn, souhaite remplacer la vedette de la compagnie, Rita Hayworth, jugée rebelle et difficile,, et trouver une nouvelle actrice pour être la rivale de Marilyn Monroe,. Cohn ordonne à Novak de perdre du poids et de se payer des cours de comédie,. Il ne l'informe cependant pas qu'il prévoit de changer son nom en Kit Marlowe. Elle s'y oppose fermement et est alors convoquée pour la première fois dans le bureau de Cohn. Elle comprend qu'il lui est impossible de garder son prénom Marilyn pour ne pas faire de confusion avec Marilyn Monroe mais entend garder son nom, Novak. Elle choisit elle-même le prénom Kim et devient alors Kim Novak,.

Elle est alors engagée sur le film de Richard Quine, Du plomb pour l'inspecteur, où elle a pour partenaires Fred MacMurray, Philip Carey et Dorothy Malone. Le producteur dit d'elle : 

« Ce n’était pas une véritable actrice lorsque nous avons commencé le tournage. Le visage était magnifique. Le corps superbe. Elle était photogénique. Mais elle était incapable de montrer la moindre émotion. Nous avons décidé de limiter son dialogue au minimum. Lorsque vous ne jouez pas, vous êtes forcé de réagir et c’est ce sur quoi nous comptions. »

La même année, Novak joue une femme fatale dans la comédie romantique Phffft! où elle donne la réplique à Judy Holliday, Jack Lemmon et Jack Carson, puis dans On ne joue pas avec le crime (1955), un film de casse, avec, entre autres, Brian Keith. Ce dernier film est salué par la critique et notamment par The New York Times qui trouve la mise en scène alerte et les dialogues « savoureux et vraiment comiques » mais émet néanmoins des réserves quant aux personnages (qui selon lui auraient dû être plus développés),. Novak reçoit quant à elle des critiques favorables, quoique condescendantes, pour son interprétation d'une danseuse de cabaret, ce qui améliore son statut au sein de la Columbia,.

#### Premiers succès

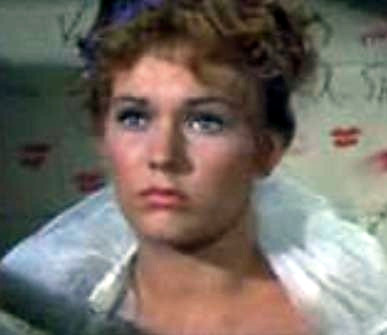
Kim Novak dans Picnic.

Le réalisateur Joshua Logan rencontre alors différentes actrices pour interpréter le rôle principal de son film Picnic (1955). Adaptée d'une pièce de William Inge déjà mise en scène par Logan à Broadway, l'histoire est celle de Hal Carter (William Holden), un garçon séduisant, qui s'éprend au cours d'un pique-nique de Madge, la petite amie d'Alan (Cliff Robertson), un ancien camarade de collège. Harry Cohn estime que Novak est parfaite pour le rôle de Madge et le fait savoir. Novak est cependant remarquée davantage pour son physique que pour ses qualités de comédienne. Logan lui fait passer plusieurs essais et, comme toute la production, est convaincu par son jeu et l'engage,. Elle s'identifie complètement au personnage de Madge, et utilise ses souvenirs d'enfance pour le jouer,. Elle participe aux deux semaines de répétitions voulues par Logan mais ne se sent pas à l'aise avec ses partenaires, en particulier William Holden avec qui elle garde ses distances. Pour tourner une scène où elle doit pleurer, elle demande à Logan de la pincer en lui affirmant qu'elle ne peut verser des larmes que si elle a mal,. Picnic est un grand succès qui séduit le public et la critique. Kim Novak devient une vedette et reçoit le Golden Globe de la révélation féminine de l'année. Elle est également nommée au BAFTA de la meilleure actrice étrangère pour son rôle dans le film.
Toujours en 1955, Novak donne la réplique à Frank Sinatra sous la direction de Otto Preminger dans L'Homme au bras d'or. Elle joue Molly, dont le but est de sevrer son petit ami, Frankie Machine (Sinatra), de la drogue. Le tournage s'avère difficile pour Novak. Preminger, qui ne lui trouve aucune différence avec Marilyn Monroe, pense qu'elle est incapable de jouer et lui fait répéter jusqu'à trente-cinq fois certaines scènes. Parce que son sujet traite pour la première fois d'addiction à la drogue à l'écran, la Motion Picture Association of America, qui assure la classification des films, refuse de l'évaluer. L'homme au bras d'or est néanmoins un succès critique et public,. Le film est nommé pour trois Oscars, dont celui du meilleur acteur pour Sinatra.
Novak tourne ensuite Tu seras un homme, mon fils pour George Sidney. Le film met en scène Tyrone Power dans le rôle du pianiste américain Eddy Duchin. Ce dernier trouve l'amour auprès de Marjorie Oelrichs (Novak). Cette dernière meurt après avoir donné naissance à leur fils, Peter, que son père abandonne, l'accusant d'être le responsable de la perte de son épouse. Novak et Power ne s'entendent pas sur le plateau. Ce dernier explique à la presse : « La confusion entre le tempérament et les mauvaises manières est malheureuse... Elle a fait de ma vie un enfer. Elle était souvent en retard, ne pouvait s'empêcher d'être grossière et était d'une froideur incroyable. » Novak, quant à elle, estime que « lorsque les choses vont mal, c'est un gaspillage de temps d'être calme,. »

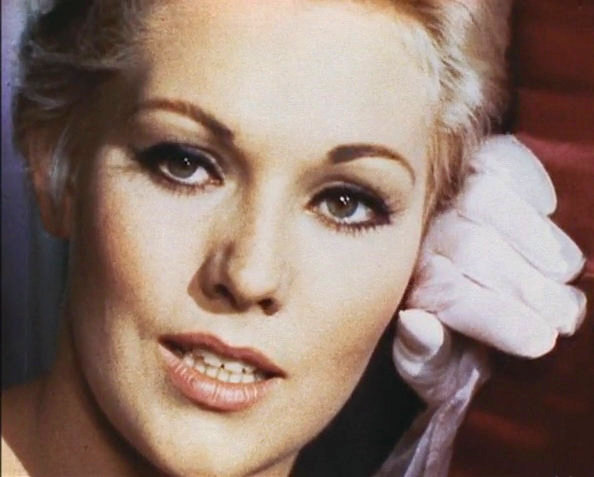
Kim Novak dans La Blonde ou la Rousse.

La Columbia la voit toujours davantage comme une vedette que comme une véritable actrice et lui fait tourner deux autres films avec Sidney : Un seul amour (1957) et La Blonde ou la Rousse (id.),. Dans le premier, elle joue l'actrice américaine Jeanne Eagels, morte mystérieusement en 1929. Elle envisage ce rôle comme un défi et effectue d'importantes recherches. Sur le tournage, elle demande à ce qu'un accordéoniste joue constamment Poor Butterfly, un morceau qui permettait aux acteurs du cinéma muet de rester dans leurs personnages. Épuisée par l'attention considérable qu'elle porte à son interprétation, elle ne conquiert pas la critique. Variety la trouve « sans éclat » et trop peu « séduisante ou fantasque »,.
Elle est ensuite engagée pour La Blonde ou la Rousse, un film musical qui lui permet de retrouver Frank Sinatra et de donner la réplique à Rita Hayworth. Sinatra interprète Pal Joey, un chanteur de boîte de nuit hésitant entre deux femmes. L'une est jolie, jeune et plutôt sage (la blonde, Novak), l'autre est richissime, délurée mais incarne la sécurité (la rousse, Hayworth). Novak joue du mieux qu'elle peut un rôle qu'elle considère comme superflu et idiot, et trouve Sinatra « froid » et « superficiel » sur le tournage, bien qu'elle l'ait apprécié sur le tournage de L'Homme au bras d'or,. Le film est un succès immédiat auprès du public et de la critique. Novak est, quant à elle, qualifiée de « décorative » par The New York Times,.
En juillet 1957, elle fait la couverture du magazine américain Time. Elle est alors l'actrice en tête des recettes guichet,.

#### Sueurs froides

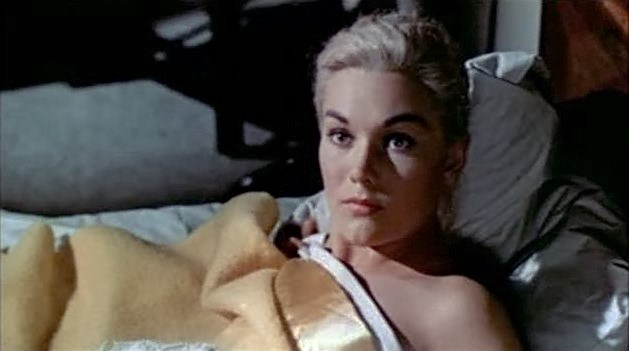
Kim Novak dans Sueurs froides.

Le réalisateur Alfred Hitchcock prépare son prochain film, intitulé d'abord Among the Dead puis Sueurs froides (le titre en anglais étant Vertigo) et adapté du roman policier français D'entre les morts des auteurs Boileau-Narcejac. Il confie le principal rôle féminin à Vera Miles, dont il espère faire une vedette et qui a déjà joué pour lui dans Le Faux Coupable (1956). Cependant, au cours de la préparation, Miles se trouve enceinte et se voit contrainte de refuser. Hitchcock, alors hospitalisé, ne peut s'occuper de trouver une remplaçante. Le producteur du film, Herbert Coleman, et l'agent du réalisateur, Lew Wassermann, choisissent Kim Novak et soumettent le projet à Harry Cohn,.
Bien qu'il déteste le scénario, Cohn accepte de le transmettre à Novak puisqu'il s'agit d'Hitchcock,. L'actrice l'adopte d'emblée en particulier en raison de la scène où le personnage de James Stewart et le sien se trouvent au Muir Woods National Monument. Elle accepte le double rôle sans même rencontrer celui qui est considéré comme « le maître du suspense »,, mais le film étant une production Paramount Pictures, Cohn exige que Stewart joue dans un film Columbia, L'Adorable Voisine, en contrepartie du « prêt » de Novak pour Vertigo. L'actrice exige alors une augmentation de son salaire estimé à 1 250 dollars à la Columbia et menace de ne pas honorer son contrat pour le film. Elle est d'abord suspendue par Cohn mais, au bout de plusieurs semaines de négociations avec les nouveaux agents de Novak, elle est augmentée et reçoit 2 750 dollars la semaine,.
Bien qu'il soit centré sur un meurtre, Sueurs froides est non pas un film policier à proprement parler, mais, pour citer le réalisateur, « une histoire d'amour au climat étrange ». Scottie (James Stewart), ancien inspecteur ayant démissionné de la police à cause de sa tendance au vertige, est chargé par un de ses vieux amis de surveiller son épouse, Madeleine (Novak), dont le comportement insolite laisse redouter le suicide. Il surveille la femme, la prend en filature, la sauve d'une noyade, s'éprend d'elle mais ne parvient pas, en raison de son vertige, à l'empêcher de se précipiter du haut d'un clocher. Se sentant responsable de sa mort, il est la proie d'une dépression nerveuse, puis il reprend une vie normale jusqu'au jour où il rencontre dans la rue le sosie de Madeleine. La fille prétend s'appeler Judy mais il s'agit bien en réalité de Madeleine. Elle était non pas l'épouse mais la maîtresse de l'ami de Scottie, et c'est l'épouse légitime de celui-ci qui a été précipitée, déjà morte, du haut du clocher. Les deux amants avaient monté cette machination pour faire disparaître la véritable Madeleine en spéculant sur l'infirmité de Scottie qui l'empêcherait de la suivre jusqu'en haut du clocher. Lorsque, à la fin, Scottie comprend que Judy était Madeleine, il l'entraîne de force au clocher, surmonte son vertige, et voit la jeune femme terrorisée tomber dans le vide.

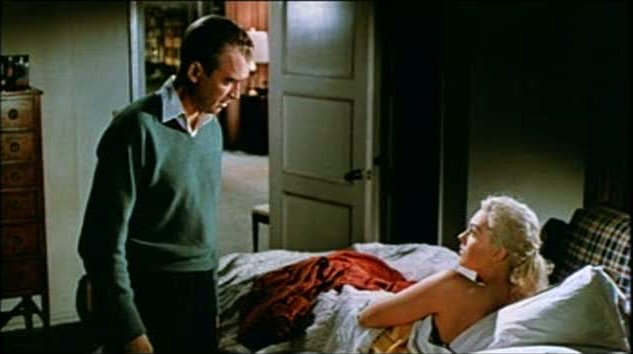
James Stewart et Kim Novak dans Sueurs froides.

Novak arrive pour la première fois sur le plateau avec plusieurs idées préconçues à propos de ce que son personnage doit ou ne doit pas porter,. Elle examine plusieurs croquis avec la costumière Edith Head qui lui demande son avis. Novak les aime tous à l'exception des chaussures noires qui vont avec l'ensemble gris. Elle se sent gênée de les porter et Head lui propose alors d'aller voir le réalisateur pour en discuter. Hitchcock a des idées bien précises sur ce que doit porter Novak et en particulier le tailleur gris pour le personnage de Madeleine. Il trouve très bien le malaise qu'elle ressent à porter les chaussures noires puisque cela correspond parfaitement au rôle,.

Quant à la manière de jouer le personnage, Hitchcock lui laisse la liberté de rendre celui-ci à sa manière,. 

« C'est excitant de travailler sur deux personnalités parce que je pense en avoir plusieurs et je pense avoir pu utiliser beaucoup de ma personnalité dans ce film. Et Alfred Hitchcock, j'ai adoré travailler avec lui. J'étais d'abord inquiète, je me disais sans cesse : « Comment dois-je jouer ce personnage ? » Il a dit : « Je vous ai choisie pour ce que vous apportez au rôle, mais j'attends de vous que vous vous mettiez où je veux. » Nous avons travaillé longtemps pour trouver le bon rythme. Madeleine était un être compliqué, passionnant et plein d'énergie. Elle cachait très bien tout ça en apparence, mais tant de choses se passaient à l'intérieur, c'est ce qui fascinait Jimmy Stewart. Il était forcé de la vouloir, de la posséder. »

— Kim Novak, Obsessed with Vertigo

Selon François Truffaut, il existe un parallèle entre l'histoire du film et son tournage. En effet, le sujet est l'histoire d'un homme qui tente de recréer l'image de la femme qu'il aime. Sur le tournage, Hitchcock oblige Novak, « actrice de remplacement », à imiter Vera Miles, l'actrice initialement choisie,. Novak elle-même s'identifie plus au personnage de Judy qu'à celui de Madeleine par rapport à son propre passé et à son arrivée à Hollywood : 

« Lorsque j'ai lu la partie où elle dit : « Je veux que vous m'aimiez pour moi. », et tout le dialogue dans cette scène, je me suis identifiée à elle. J'étais toute jeune quand je suis arrivée à Hollywood et quand j'ai vu qu'ils voulaient me changer complètement, c'est un changement si brusque, c'est comme si je me battais pour montrer un peu de moi-même parce que je voulais être là, moi aussi. Ils changeaient ma coiffure, partaient, puis revenaient changer autre chose. Donc, je m'identifiais à toute cette transformation qu'elle subissait, et à son ressentiment. Au fait de vouloir être approuvée et aimée et au fait d'être prête à tout, finalement, pour atteindre son rêve, à teindre ses cheveux et à changer tant de choses. Puis, quand Judy apparaît, c'est une autre histoire, et elle doit subir tous ces changements. Je m'identifiais à ce film, car c'était comme de crier : « Regardez-moi, s'il vous plaît. Aimez-moi. », »

— Kim Novak
À la fin du tournage, Kim Novak apprend la frustration d'Hitchcock quant à sa participation au film. Elle pense néanmoins avoir fait du bon travail puisqu'elle reçoit les meilleures remarques de sa carrière pour son jeu,. Hitchcock déclare plus tard qu'elle n'était pas le bon choix pour le rôle, et ajoute : « Vous pensez que vous allez en obtenir beaucoup, mais c'est faux. C'était très difficile d'obtenir ce que je voulais d'elle parce que sa tête était pleine de ses propres idées. Mais tant que je suis heureux du résultat,... »

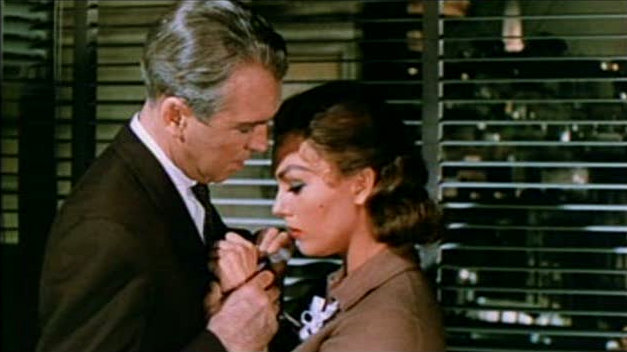
James Stewart et Kim Novak dans Sueurs froides.

La première a lieu en Espagne, lors du Festival de Saint-Sébastien,, où Hitchcock remporte la concha d'argent.
Les critiques sont mitigées. Variety écrit que Sueurs froides démontre toute la « maîtrise » du réalisateur mais trouve le film trop long et trop lent pour ce qui n'est en définitive qu'une histoire mystérieuse et psychologique tournant autour d'un meurtre,. Le Los Angeles Times estime également que le film est trop long, malgré une admiration pour les paysages, et qu'il s'enlise dans « un labyrinthe de détails »,. The New Yorker qualifie même le film d'« inepties tirées par les cheveux »,. The New York Times, quant à lui, donne une critique favorable, expliquant que « le secret du film est d'une grande intelligence même s'il est diaboliquement farfelu »,. Le film couvre ses frais, mais Hitchcock le considère comme un échec et accuse Stewart d'en être le responsable à cause de son âge (50 ans),.
Le film est par la suite réévalué. Selon l'auteur Dan Aulier, la critique a commencé à considérer Vertigo comme un chef-d'œuvre avec le livre de Robin Wood, Hitchcock's Films (1965), dans lequel il déclare qu'il s'agit « à ce jour du chef-d'œuvre d'Hitchcock, et de l'un des quatre ou cinq films les plus beaux et les plus profonds que le cinéma nous ait donnés »,. En 1983, le film est un succès lors de sa ressortie au cinéma et reçoit des critiques élogieuses. Puis, en 1989, il est sélectionné par le National Film Registry des États-Unis pour être préservé, car « culturellement, historiquement et esthétiquement important »,. Il est également classé 4e puis 2e en 1992 et 2002 par la revue de cinéma Sight & Sound dans sa liste des meilleurs films de tous les temps. L'American Film Institute considère qu'il s'agit du meilleur « film mystérieux » et le 9e meilleur film américain.

#### Fin des années 1950 et années 1960
Après Vertigo, Kim Novak est au sommet de sa gloire. James Stewart doit faire un film pour la Columbia mais est réticent à tourner pour le réalisateur Richard Quine. Novak réussit néanmoins à le convaincre et ils tournent ensemble L'Adorable Voisine (1958),. Adaptée de la pièce à succès de John Van Druten avec Rex Harrison and Lilli Palmer, l'histoire se déroule dans le New York des années 1950 où une jeune sorcière (Novak) envoûte son voisin (Stewart) pour le séduire et tombe finalement amoureuse de lui, risquant par l'occasion de perdre ses pouvoirs magiques. Précurseur de la série Ma sorcière bien-aimée,, L'Adorable Voisine est un succès modéré au box-office et, selon Bertrand Tavernier, l'un des meilleurs films de la décennie,.
Novak se voit proposer ensuite une nouvelle adaptation de pièce, celle de Middle of the Night. Harry Cohn souhaite qu'elle refuse mais admirative du travail de l'auteur, Paddy Chayefsky, Novak accepte,. Dans Au milieu de la nuit (1959), elle se voit interpréter une jeune dactylo dont le patron, Terry (Frederic March), un homme d’âge mûr, veuf depuis peu, s’éprend. Ils doivent faire face à leur entourage qui doute de l’authenticité de leur relation. Il s'agit du film que préfère l'actrice de toute sa carrière et pense même à jouer sur Broadway une pièce de Chayefsky avec qui elle devient amie,.
Convaincue qu'elle est une actrice sur laquelle il faut compter après ce dernier film, elle choisit de retrouver Richard Quine pour le mélodrame Liaisons secrètes (1960),. L'histoire commence avec Larry Coe (Kirk Douglas), un architecte, qui traverse une grave crise conjugale. Il fait alors la connaissance de sa voisine, Maggie (Novak), qui vit une situation similaire à la sienne. Ils se rapprochent de plus en plus avant de devenir amants. Le tournage du film s'avère difficile. Novak essaye de donner sérieusement des leçons de comédie à Douglas sous l'œil moqueur des techniciens. L'acteur, d'habitude patient, se plaint qu'il faut de plus en plus de temps pour arriver à bien filmer sa partenaire. Cette dernière n'accepte aucune remarque et rentre dans une colère noire lorsque le réalisateur, avec qui elle entretient une liaison, donne raison à Douglas à propos d'une scène qu'elle avait réécrite et qu'il trouvait impossible à faire,. Lors de sa sortie, Liaisons secrètes reçoit des critiques mitigées. Variety écrit qu'il ressemble à un « feuilleton à l'ancienne », que l'histoire est plutôt lente et inutile mais qu'elle a été portée à l'écran avec une certaine habileté qui charme le spectateur,. Toujours en 1960, Kim Novak fait une apparition où elle joue son propre rôle dans Pepe de George Sidney, comme beaucoup d'autres stars telles que Janet Leigh, Tony Curtis ou encore Debbie Reynolds, Jack Lemmon et Dean Martin.

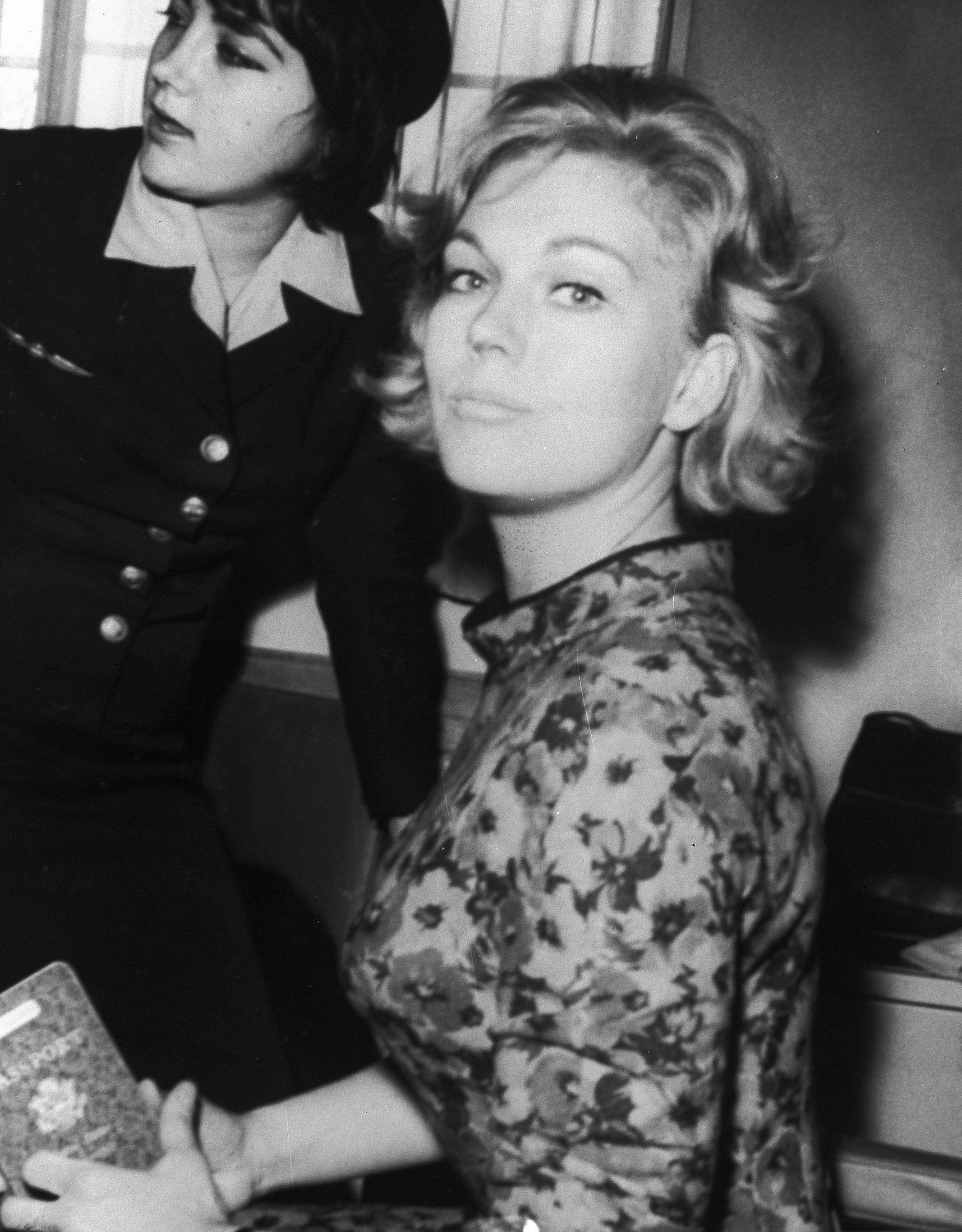
Kim Novak en 1962.

N'étant plus l'attraction principale du box-office et souhaitant jouer des rôles plus substantiels, elle fonde sa propre compagnie en partenariat avec la Filmways Productions : la Kimco Filmways Pictures. Ensemble, ils ne produisent qu'un seul et unique film : la comédie Garçonnière pour quatre (1962). Elle y joue Cathy, une jeune femme qui prépare une thèse sociologique sur le comportement sexuel infantile des hommes américains. Pour ce faire, elle étudie ses quatre voisins (James Garner, Tony Randall, Howard Duff et Howard Morris) qui viennent de louer une garçonnière pour des rendez-vous galants. Le film n'est pas un grand succès auprès du public,.
Elle tourne ensuite une nouvelle fois sous la direction de Richard Quine dans la comédie L'Inquiétante dame en noir (1962). Elle joue la propriétaire d'un appartement à Londres que lui loue un jeune diplomate américain (Jack Lemmon). Ce dernier apprend que cette veuve est soupçonnée d'avoir tué son mari. Novak, comme Lemmon et Fred Astaire, prend plaisir à tourner ce film qui n'est pas un succès au box-office mais qui reçoit des critiques élogieuses. The New Yorker parle d'un film « à la fois amusant et passionnant. [...] Il est difficile de ne pas passer un bon moment à le regarder,. » Variety trouve l'intrigue « artificielle » et le film dans son ensemble « inégal, un peu semblable au style de Arsenic et vieilles dentelles » mais estime les dialogues « brillants et spirituels »,.
Depuis la mort de Harry Cohn en 1958, la Columbia ne lui propose plus que les mêmes genres de scénarios et les mêmes types de rôles. Selon elle, personne n'arrive à prendre la relève et L'Inquiétante Dame en noir est le dernier film qu'elle tourne pour le studio. « Ils ont commencé à ressortir de vieux scripts. Ils ne cherchaient pas les bons sujets auxquels j'aurais pu apporté une touche spéciale. » déclare-t-elle. Elle refuse, sur les conseils de son agent, les premiers rôles de Diamants sur canapé (1961) et L'Arnaqueur (id.),, ainsi que tout ce qu'elle considère comme des « films de plage » comme Comment réussir en amour sans se fatiguer (1967),. Le 5 août 1962, le monde apprend la mort de Marilyn Monroe. Novak en est profondément affectée et préfère s'éloigner du milieu hollywoodien,.
Deux ans plus tard, elle accepte de jouer dans la troisième adaptation du roman Servitude Humaine de William Somerset Maugham : L'Ange Pervers (1964). Elle succède ainsi à Bette Davis (L'Emprise, 1934) et à Eleanor Parker (L'Emprise, 1946) en interprétant Mildred, une jolie serveuse, cruelle et volage qui prend plaisir à tromper et à humilier son petit ami, un étudiant en médecine qui l’aime profondément. Le film est réalisé par Henry Hathaway, réalisateur connu pour son tempérament tyrannique. Il entre en conflit avec Novak et est alors renvoyé de la production avant d'être remplacé par le scénariste du film Bryan Forbes puis par le réalisateur Ken Hughes,. Hathaway déclare plus tard : « J'ai travaillé une journée avec elle et j'ai abandonné,. » Mais Novak ne s'entend pas non plus avec son partenaire principal, l'acteur Laurence Harvey, dont elle refuse les invitations à dîner,. Les producteurs envisagent à un moment de la remplacer, la jugeant trop difficile, par Elizabeth Taylor qui s'avère trop coûteuse,. À sa sortie, L'Ange pervers se heurte à des critiques négatives. Le New York Times le qualifie de « drame impassible » et lui reproche « ses dialogues pitoyables, la mise en scène et le jeu des acteurs, éléments essentiels à avoir pour transposer le roman de Maugham au cinéma,. »

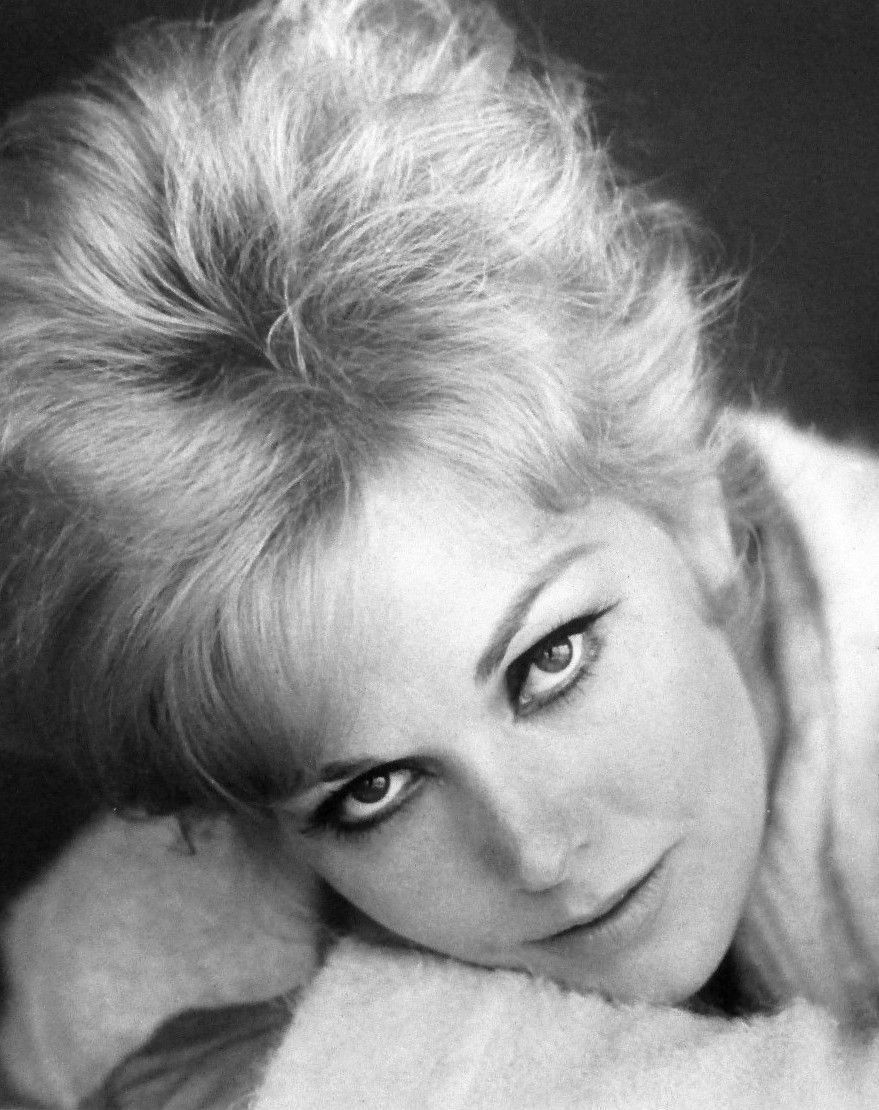
Kim Novak en 1964.

En 1964 sort également le film qu'elle tourne pour Billy Wilder intitulé Embrasse-moi, idiot. Wilder vient de connaître son plus gros succès commercial avec Irma la Douce (1963), adaptation d'une comédie musicale à succès,. Il décide de renouveler l'expérience avec une autre pièce, L’Heure éblouissante de Anna Bonacci. Embrasse-moi idiot débute avec le personnage de Dino (Martin), un chanteur de charme, qui tombe en panne de voiture dans une petite ville du Nevada. Il est alors accueilli par Orville, un professeur de piano, qui lui présente Polly (Novak), une prostituée qu'il fait passer pour son épouse. Cependant, Dino, amateur de jolies femmes, tente de la séduire. Novak donne la réplique à Dean Martin, Felicia Farr et Peter Sellers dans le rôle d'Orville. Sellers est malheureusement contraint de quitter le tournage au bout de six semaines après avoir subi une crise cardiaque et est remplacé par Ray Walston. Une fois rétabli, Sellers déplore dans une interview les conditions de travail qu'il qualifie de « laxistes » sur le tournage de Embrasse-moi, idiot. Wilder, Martin, Novak et Farr lui envoient alors un télégramme où est écrit : « Traître »,,,. Wilder lui a également répondu en s'interrogeant sur l'attaque dont il a été victime : « Crise cardiaque ? Il faut que vous ayez un cœur avant d'avoir une attaque,. » Le film sort pendant la période de Noël et est un échec cuisant tant auprès de la critique que du public. Le New York Times regrette que l'humour de Certains l'aiment chaud, autre film du réalisateur, ne s'y trouve pas et voit dans Embrasse-moi idiot une comédie « pitoyable qui ne fait pas rire,. » Plusieurs années après, Wilder déclare à propos de cet échec : « Je ne sais pas ce qui a choqué les gens. Il s’agit du film le plus bourgeois qui soit. (…) Le public avait mieux accepté La Garçonnière parce que c’était mieux conçu, mieux écrit, mieux huilé, ».
L'année suivante, elle tient le rôle-titre de la comédie Les Aventures amoureuses de Moll Flanders (1965), adaptation du roman de Daniel Defoe Heurs et Malheurs de la fameuse Moll Flanders, aux côtés d'Angela Lansbury et de Richard Johnson. Réalisé par Terence Young, situé au XVIIIe siècle, le film suit les aventures de la jeune Moll Flanders qui espère à travers ses cinq mariages acquérir une certaine sécurité, notamment sur le plan financier. Les critiques sont mitigées. Variety le trouve « à certains moments comique, à d'autres, pas du tout comique »,.
Elle commence ensuite le tournage de Le Mystère des treize (Eye of the Devil, 1966) réalisé par J. Lee Thompson, avec également David Niven et Sharon Tate. Mais, alors que le film est presque terminé, Novak se blesse au dos en tombant de cheval et doit rester cinq semaines à l'hôpital,. Dans l'incapacité de continuer, elle doit être remplacée par Deborah Kerr, et toutes les scènes où apparaissent Novak sont refilmées,.
En 1966, Kim Novak est victime de deux accidents de voiture, ce qui n'arrange pas son dos, et perd sa maison de Bel Air, atteinte par une coulée de boue,. Elle reprend le chemin des plateaux pour être dirigée par Robert Aldrich dans Le Démon des femmes (1968). Le réalisateur est ravi de pouvoir travailler avec cette actrice qui possède selon lui un mélange rare : « le feu et la glace »,. Il est néanmoins affligé que, même après les répétitions, elle soit incertaine sur les motivations et le comportement de son personnage pendant le tournage. L'histoire est celle d'Elsa Brickmann, une jeune femme dont le rêve est de devenir actrice. L'occasion se présente lorsque, à cause de sa ressemblance avec une grande comédienne assassinée, Lylah Clare, elle est repérée pour jouer son rôle dans un film autobiographique mis en scène par son ex-mari, le tyrannique et impitoyable Louis Zarkan (Peter Finch). Novak joue à nouveau un double rôle, celui de Elsa et de Lylah, comme dans Vertigo. Le film est un désastre critique et financier. La critique du Chicago Sun-Times décrit un film « affreux mais plutôt amusant », expliquant qu'on peut éprouver un plaisir glauque à voir quelque chose de si mauvais,. Novak elle-même déteste le film. Lors de la première, elle se sent humiliée lorsqu'elle découvre qu'Aldrich l'a fait doubler sans l'en avertir,. Elle quitte la salle et, dès lors, ne lui adresse plus la parole,.
En 1969, elle est au générique de Le Plus Grand des Hold-up de Hy Averback, une parodie de Bonnie and Clyde,. Elle joue une fausse bonne sœur qui, accompagnée de faux moines, se retrouve confrontée à d'autres malfaiteurs lorsqu'elle tente de braquer une banque. Le film, décrit par le New York Times comme étant « probablement le moins intéressant de l'année », est un nouvel échec pour Novak,.

#### Années 1970

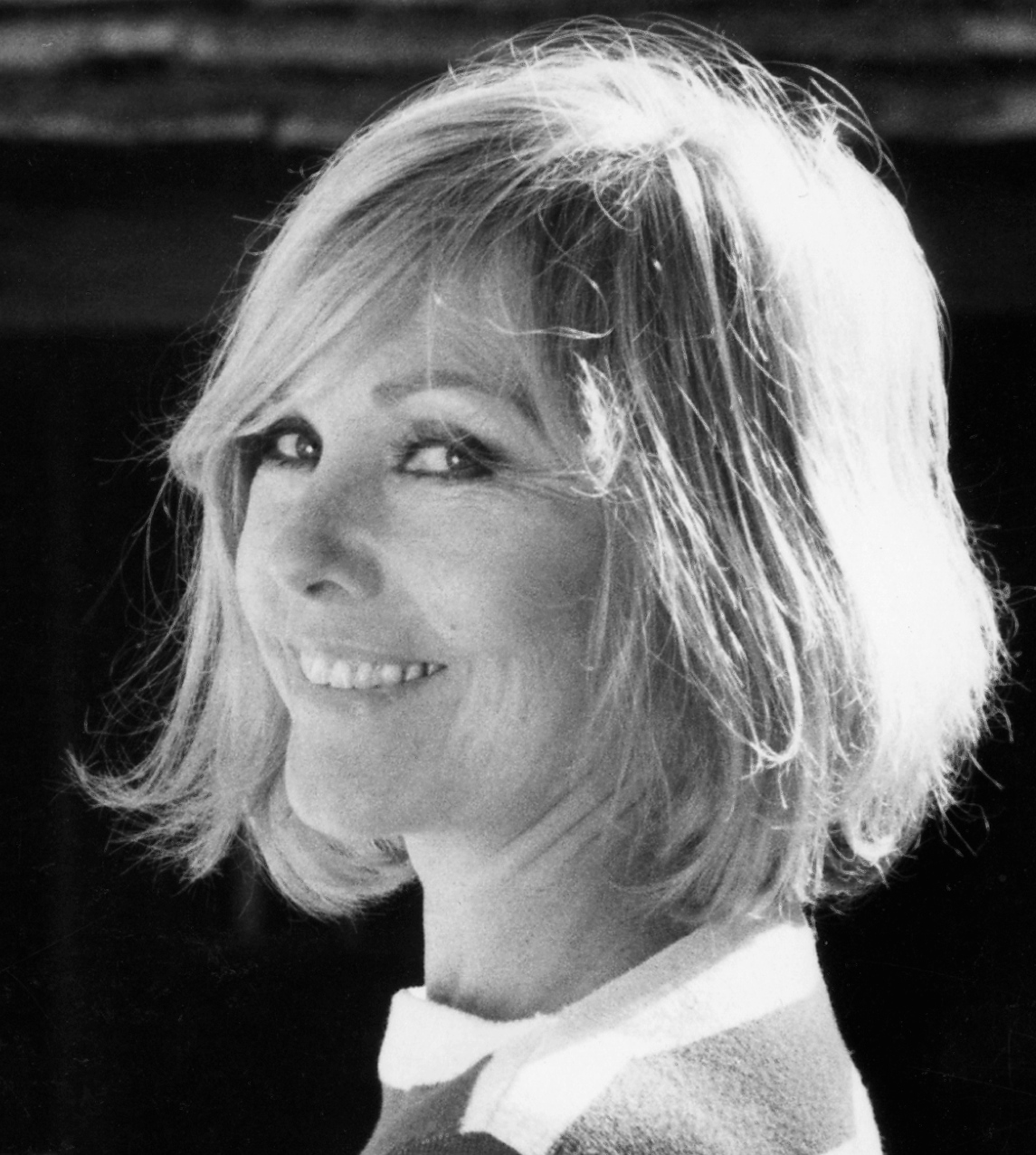
Kim Novak dans les années 1970.

Dès lors, elle s'éloigne du système et n'accepte de travailler que lorsqu'elle le décide, dans des films qui ne lui prennent généralement pas plus d'une ou deux semaines de travail,. Retirée à Carmel-by-the-Sea, elle qui rêvait enfant de devenir vétérinaire, élève trois chiens, quatre chevaux, un lama, un bouc, quatre ratons laveurs et un mainate,. Un scénario finit par retenir son attention. Rita Hayworth est contrainte d'abandonner le tournage de Les Contes aux limites de la folie (1973) et Novak est sollicitée pour la remplacer. Elle accepte et se rend à Londres pour tourner l'un des quatre sketches du film. Intitulé Luau, il met en scène Novak dans le rôle d'une agent littéraire qui essaye d'engager un nouvel auteur. Pour le convaincre, et sur les conseils d'un ami de cet écrivain, elle organise un repas reprenant le folklore hawaïen, le luau. Il s'agit en réalité d'une cérémonie devant permettre la réincarnation de la mère de l'ami en question. Selon The Encyclopedia of Horror, le film « évite la farce et développe un agréable humour pince-sans-rire grâce à la qualité des interprétations de ses acteurs où seule Novak ne parvient pas à trouver le juste ton,. »
Toujours en 1973, elle tourne pour la première fois à la télévision avec The Third Girl from the Left produit par Playboy Enterprises et avec Tony Curtis. Elle y joue un personnage auquel elle peut s'identifier, une danseuse vieillissante qui tombe amoureuse d'un jeune homme après s'être rendu compte qu'elle n'avait aucun avenir avec un prétendu comédien,. Elle continue de refuser les nombreux scénarios qui lui sont envoyés, en particulier ceux qui contiennent des scènes de sexe qu'elle ne trouve pas nécessaires. La chaîne ABC lui soumet alors un projet de téléfilm intitulé Le Triangle du Diable (1975). Elle est conquise par l'histoire qui traite du surnaturel,. Un hélicoptère avec deux sauveteurs des garde-côtes américain est envoyé au secours de l'équipage d'un voilier. Arrivé sur place, l'un des deux hommes descend à bord et découvre qu'il n'y a qu'une seule survivante, Eva (Novak). Un accident mécanique survient obligeant l'homme et la jeune femme à passer la nuit à bord.
En 1977, elle fait une apparition dans le western Le Bison blanc de Jack Lee Thompson le temps d'une scène qu'elle partage avec Charles Bronson. À sa sortie, le film est un échec commercial et les critiques s'interrogent sur la présence « charmante » de Novak qui selon eux n'arrive plus à bien jouer,. Deux ans plus tard, elle est de deux scènes du film C'est mon gigolo de David Hemmings qui met en vedette David Bowie. Le salaire qu'elle touche lui permet de se payer une nouvelle maison dans l'Oregon avec son nouveau mari, le vétérinaire Robert Malloy,. Le film n'est pas un succès et divise la critique. Variety l'apprécie pour sa « finesse »,, tandis que le Sarasota Herald-Tribune le qualifie de « désastre »,.

#### Années 1980 et fin de carrière

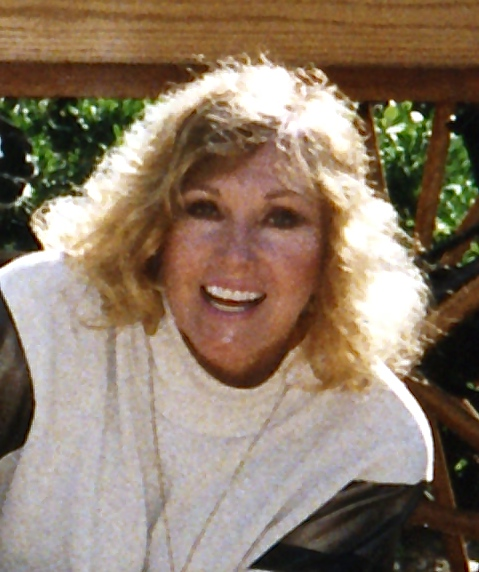
Kim Novak dans les années 1980.

On lui propose ensuite de rejoindre le prestigieux casting pour trois semaines de tournage sur le film Le miroir se brisa (1980) d'après le roman éponyme de Agatha Christie. Mis en scène par Guy Hamilton, l'intrigue suit l'enquête de Miss Marple (Angela Lansbury) à propos d'un crime commis au cours d'une fête à laquelle sont conviés les habitants du village par une équipe de tournage pour célébrer le retour d'une grande comédienne (Elizabeth Taylor). Novak est ravie de pouvoir donner la réplique à Taylor, une de ses rivales qu'elle avoue adorer,. Rock Hudson, Tony Curtis et Geraldine Chaplin complètent la distribution du film qui reçoit des critiques favorables lors de sa sortie.
En 1983, elle joue le rôle d'un agent immobilier dans Malibu. Ce téléfilm de quatre heures raconte les vies turbulentes des richissimes habitants de la célèbre municipalité de Californie joués, entre autres, par James Coburn, George Hamilton et Eva Marie Saint. Novak accepte ensuite de figurer dans le premier épisode de Alfred Hitchcock présente (1985), remake de la série éponyme de Hitchcock.
Les producteurs de Falcon Crest sont des admirateurs du film Vertigo et souhaitent écrire un rôle similaire pour Novak. Celle-ci accepte d'intégrer la saison 6 de la série où de nombreuses stars ont déjà été invitées comme Lana Turner et Gina Lollobrigida. Elle interprète une femme mystérieuse qui, pour échapper à des tueurs, se fait passer pour une de ses amies assassinée à sa place. Novak choisit elle-même le nom de son personnage, Kit Marlowe, celui que Harry Cohn voulait pour ses débuts d'actrice,. Après avoir tourné 19 épisodes, elle quitte la série pour se consacrer à l'écriture de son autobiographie Through My Eyes,.

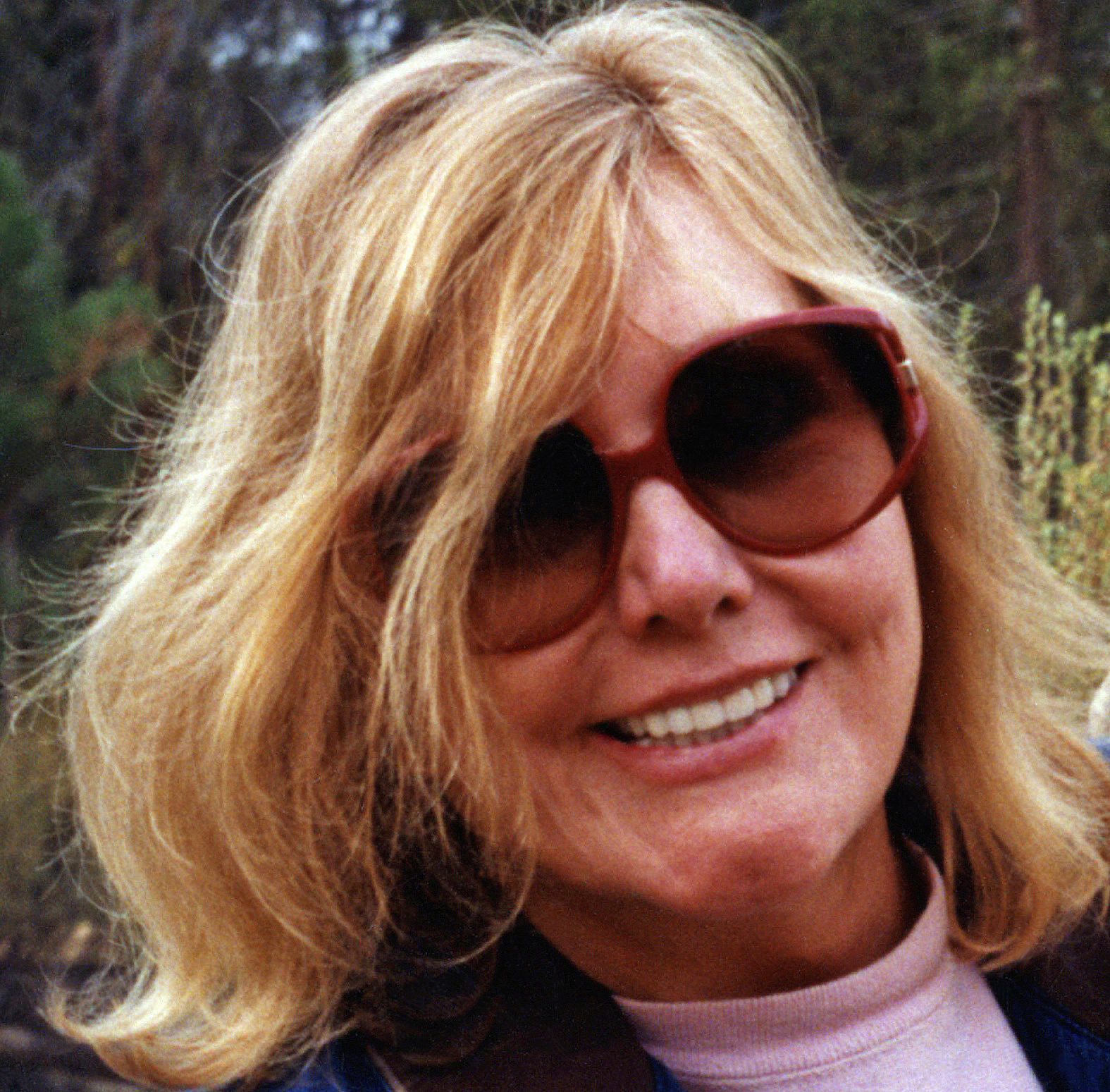
Kim Novak dans les années 1980.

En mars 1989 à la cérémonie des Oscars, elle remet aux côtés de James Stewart la récompense pour le meilleur montage son et pour le meilleur mixage de son. Lors de la conférence de presse, elle déclare qu'elle serait enchantée de faire de nouveaux des films si l'occasion se présente,. Elle reprend alors contact avec son agent de la William Morris Agency et recherche des rôles qui peuvent lui apporter de vrais défis. Elle finit par trouver The Children (1990) dans lequel elle donne la réplique à Ben Kingsley. C'est l'histoire de deux personnes, Martin et Rose (Kingsley et Novak), qui s'aiment depuis de longues années. C'est après la mort du mari de Rose qu'ils peuvent vivre pleinement leur amour,.
Le réalisateur Mike Figgis entend alors parler du désir de Novak de faire à nouveau des films et lui demande de jouer la mère mourante du personnage interprété par Kevin Anderson (en) dans son film Traumatismes (1991). Elle est immédiatement attirée par le scénario et le fait que le rôle soit à l'opposé de tous ceux qu'elle a jusque-là interprétés,,,. Elle incarne une femme internée dans un asile et mourant d'un cancer. Son tempérament violent et les aventures extra-conjugales de son mari l'ont fait sombrer dans la folie,. Le tournage s'avère être un calvaire. Elle ne parvient pas à discuter avec Figgis du personnage qu'elle considère comme « très émouvant, détruit par la haine, mais en même temps rempli d'amour inexprimé, » ou de son point de vue. Figgis, quant à lui, n'a pas l'habitude de travailler avec les acteurs,. Novak doit également faire face à la décision du réalisateur d'engager une autre actrice, Sarah Fearon, pour jouer son personnage jeune,. Leurs disputes fréquentes la blessent profondément et la plupart de ses scènes sont finalement coupées au montage final,,,.
Novak a ensuite pour projet de jouer dans le premier film américain de Claude Berri, une comédie située dans les années 1960 avec également Peter Falk,. Cependant, à la suite de la douloureuse expérience de Traumatismes, elle prend la décision de mettre un terme à sa carrière,.

### Retraite

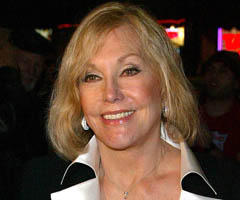
Kim Novak en 2004.

Kim Novak partage alors sa vie entre sa maison de Carmel et son ranch dans l'Oregon avec son nouveau mari, le vétérinaire Robert Malloy. Elle élève avec lui chevaux et lamas,, et consacre son temps aux balades à cheval, au kayak, au ski de fond l'hiver, à ses passions, la photographie, la peinture, la sculpture et la poésie,.
En 1996, elle accepte de faire la promotion de la version restaurée de Sueurs froides puis, l'année suivante, elle fait l'objet d'une rétrospective, This is Kim, où sont présentés ses plus grands films, dont Picnic et Embrasse-moi idiot.

Elle vend ensuite sa propriété de Carmel, pour s'installer définitivement dans son ranch qui longe le fleuve Rogue sur lequel elle possède deux îles,. Le 24 juillet 2000, un court circuit met le feu à son ranch. Après avoir mis à l'abri leurs animaux, elle et son mari trouvent refuge dans une chaloupe sur un marécage derrière leur maison. Les pompiers n'arrivent pas à éteindre le feu assez rapidement pour sauver les différents manuscrits de Novak, notamment les scénarios de Sueurs froides et de Picnic. Elle perd aussi l'ordinateur qui contient son autobiographie ainsi que des peintures, dont plusieurs originaux de Pablo Picasso,. Après l'incendie, dont les dommages s'élèvent à 200 000 dollars,, l'actrice confie : 

« Je prends personnellement cela comme le signe que je ne devais peut-être pas écrire ma biographie. Peut-être le passé se doit-il de rester enfoui,. »

— Kim Novak
En décembre 2001, trois hommes sont arrêtés et inculpés pour vol avec effraction et association de malfaiteurs après avoir dérobé des armes à feu d'une valeur de 20 000 dollars à Novak,.
Depuis son retrait du cinéma, elle refuse tous les scénarios qu'elle reçoit. Au début des années 2000, on lui propose d'apparaître dans plusieurs grosses productions ainsi que d'être interviewée dans des émissions de premier plan aux États-Unis. Elle accorde une entrevue à Larry King et revient sur sa carrière lors de son talk show Larry King Live en 2004. Elle y explique qu'il faudrait un projet vraiment spécial pour la convaincre de faire de nouveau un film,.
En 2010, à l'occasion de la sortie du coffret The Kim Novak Collection, qui regroupe les films Picnic, Un seul amour, L'Adorable sorcière, Au milieu de la nuit et La Blonde ou la Rousse, elle apparaît à la Cinémathèque américaine pour une séance de questions-réponses. Elle confie se sentir déprimée et furieuse lorsqu'elle voit un film qu'elle aurait aimé jouer et se demande pourquoi on ne pense pas à elle pour certains rôles,. La même année, son médecin lui détecte un cancer du sein lors d'une mammographie de routine. Son imprésario déclare que la maladie a été décelée tôt et que « tous les docteurs disent qu'elle possède une forme physique fantastique et devrait guérir très vite,. »
En 2012, Kim Novak accepte la proposition que lui fait depuis longtemps l'historien de cinéma Robert Osborne de lui accorder une entrevue,. Celle-ci se déroule pendant le festival de la chaîne Turner Classic Movies et devant une assemblée après la projection de Sueurs froides. Novak déclare alors être atteinte de troubles bipolaires et avoue regretter d'avoir quitté Hollywood au sommet de sa gloire dans les années 1960,.
L'année suivante, Kim Novak est l'invitée d'honneur de la 66e édition du Festival de Cannes. Elle participe à la présentation de la version restaurée de Sueurs froides, rappelant le caractère moderne d'un scénario aux thèmes intemporels.

### Vie privée
À son arrivée à Hollywood, Kim Novak souhaite rester célibataire et on lui prête beaucoup d'aventures, parmi lesquelles Frank Sinatra (à tort), Ali Khan ou encore le fils du dictateur Rafael Leónidas Trujillo Molina de la République dominicaine, Ramfis Trujillo. Elle devient l'amie de Sammy Davis, Jr., mais la rumeur prétend que les deux ont une liaison,. Furieux, Harry Cohn convoque Novak dans son bureau et lui ordonne de ne plus voir Davis. À ce dernier, qui est borgne depuis un accident de voiture, il envoie un émissaire qui le menace de lui ôter complètement la vue,.
Au début des années 1960, Novak vit avec le réalisateur Richard Quine, dont elle est d'abord simplement l'amie. Quine représente pour elle « l'image du père » et ils s'installent ensemble dans la maison qui a servi pour le tournage de Liaisons secrètes. Elle n'est cependant pas prête à se marier. Elle mène ensuite ce qu'elle appelle la vie de bohème avec le guitariste Al Shackman,.
Le 15 mars 1965, après le tournage de Les Aventures Amoureuses de Moll Flanders, elle épouse son partenaire du film, l'acteur anglais Richard Johnson. Ils divorcent un an plus tard, le 26 avril 1966.
Dans les années 1970, elle partage la vie de l'acteur américain Michael Brandon, avec qui elle tourne dans le téléfilm The Third Girl from the Left,.
Le 12 mars 1976, elle épouse son vétérinaire, le Dr Robert Malloy, rencontré une nuit de 1974 alors qu'il venait aider l'une de ses juments à mettre bas,. Elle se sent en sécurité avec cet homme qui l'aime pour ce qu'elle est, qui ne connaît rien d'Hollywood et qui ne l'avait jamais vue dans un film auparavant,,,.
Elle a eu une liaison avec le prince Alfonso de Hohenlohe-Langenbourg.

## Honneurs
Malgré son succès public, Kim Novak obtient difficilement la reconnaissance de ses pairs. En effet, elle n'a jamais reçu de prix pour une de ses interprétations et n'a été nommée que pour un seul film, Picnic, au BAFTA de la meilleure actrice étrangère. Elle reçoit deux Golden Globes : celui de la révélation féminine en 1955 et le prix Henrietta comme l'actrice de l'année en 1957.
Le 8 février 1960, elle obtient son étoile sur le Walk of Fame au 6332 Hollywood Boulevard. Elle est élue 92e star la plus sexy par le magazine Empire en 1995 et est honorée deux ans plus tard, à l'occasion du 47e festival du film de Berlin, de l'Ours d'or d'honneur pour l'ensemble de sa carrière. En 2012, elle laisse ses empreintes dans le ciment du Grauman's Chinese Theatre. Le 14 juin de la même année, elle reçoit le San Francisco Cinematic Icon Award pour avoir fait honneur à la ville de San Francisco dans le film Sueurs froides.
Kim Novak est également une inspiration pour d'autres actrices ainsi que des créateurs de modes. Naomi Watts déclare avoir basé son interprétation dans le film Mulholland Drive, entre autres, sur le personnage de Novak dans Sueurs froides. Renée Zellweger la définit comme « magique » et Nicole Kidman, quant à elle, la décrit comme une « inspiration pour toutes les femmes. Vous êtes une icône dont la présence à l'écran est incomparable, et vous avez pourtant vécu votre vie dans la dignité et l'authenticité, avec le courage de suivre votre cœur où que vous soyez,. » En 2010, Alexander McQueen crée le sac qu'il baptise « Novak » et déclare : « Je suis attiré par Kim Novak de la même manière que Hitchcock l'était. Elle avait cet air tendu que l'on ne voudrait pas franchir,. » De plus, le groupe Kim Novak s'est baptisé ainsi en son honneur,.

## L'actrice vue par elle-même et par la critique
Novak décrit son jeu d'actrice comme « non stylisé. » Elle estime que ses interprétations sont « honnêtes » même celles qu'elle apprécie le moins comme La Blonde ou la Rousse,. Lorsqu'elle joue un personnage, elle s'intéresse à tout ce qui la concerne : ce qu'elle est et ce qu'elle veut,.

« Le problème était que je n'avais pas de très bonnes critiques sur beaucoup de mes films. Mais je croyais en ce que je faisais. Je pensais être correcte dans mon interprétation. Les critiques voulaient quelque chose de remarquable et de surjoué mais, pour moi, la simplicité était préférable. J'étais sûre que ça l'était. Et puis, je lisais les critiques et devenait confuse - mon jugement était-il faux ? J'ai perdu de ma confiance. Je n'avais pas beaucoup d'estime pour moi à ce moment-là, mais je croyais aux personnages que je jouais. En cela, j'étais plus forte que les décisions que j'ai parfois prises. Fondamentalement, les meilleurs rôles que j'ai faits, c'était moi. Dans Picnic, quand je dis : « Je suis tellement fatiguée d'être la jolie fille ! », c'était moi. Je ne voulais pas être ça seulement. Je pouvais m'identifier à elle, et la façon dont elle se sentait quand les autres la voyaient,. »

— Kim Novak, Liz Smith: Kim Novak – From Then … Until Now
Depuis ses débuts, Kim Novak n'est pas prise au sérieux par certains critiques qui la considèrent comme une simple vedette issue de la machine hollywoodienne,.
Le rôle dans Picnic lui permet d'accéder au devant de la scène. Variety estime que son interprétation est « juste, » alors que Time Out la décrit comme « sans aucun relief » dans un rôle pourtant crucial,. Sa prestation dans L'Homme au bras d'or est jugée « convaincante, » tandis que celle de Tu seras un homme, mon fils « endormie mais adorable,. » Pour le New York Times, elle n'est qu'un élément décoratif dans La Blonde ou la Rousse et fait « pâle figure, » face à Sinatra, selon Variety.
Dans Sueurs froides, on la trouve « vraiment stupéfiante dans le double rôle qui est le sien, ». Elle est « intéressante » lorsqu'elle est dirigée par Hitchcock et « plus actrice qu'elle ne l'était dans La Blonde ou la Rousse ou Un Seul amour,. » Aujourd'hui, on considère que « l'actrice a apporté à Sueurs froides une des plus grandes interprétations féminines du cinéma »,.
Pour L'Adorable Voisine, Variety pense qu'à cause d'elle le film perd de son éclat et de sa spontanéité, deux éléments présents dans la pièce d'origine,. Elle apporte ensuite sa « fraîcheur » dans Liaisons secrètes,. Elle « ronronne, » et n'est pas « une inspiration éclatante, » dans Garçonnière pour quatre. Pour le New York Times, la plaisante surprise de L'Inquiétante Dame en Noir réside dans le fait de la voir en tête d'affiche quand on sait que cela « n'augure rien de bon » et la compare à « un pneu à plat,. » Dans L'Ange pervers, elle souffre de la comparaison avec Bette Davis, dont elle avait repris le rôle,. La critique est partagée pour son rôle dans Embrasse-moi idiot. Certains le jugent « au premier abord complaisant mais la caractérisation devient vite une caricature, » tandis que d'autres estiment qu'il aide grandement le film,. Celui de Les Aventures Amoureuses de Moll Flanders est « loin d'être mémorable, », alors que son interprétation du double rôle dans Le Démon des femmes est estimé bien fait,. Dans Le Miroir se brisa, elle donne l'interprétation la « plus drôle » de sa carrière,. Comme ses partenaires, elle offre une interprétation « solide » dans The Children,. Son dernier rôle, dans Traumatismes, n'offre guère d'intérêt même si le personnage qu'elle interprète est bien plus intéressant que les autres,.

## Filmographie

### Cinéma
- 1953 : French Line (The French Line) de Lloyd Bacon : un mannequin dans l'escalier (non créditée)
- 1954 : Du plomb pour l'inspecteur (Pushover) de Richard Quine : Lona McLane
- 1954 : Phffft! de Mark Robson : Janis
- 1955 : Le Fils de Sinbad (Son of Sinbad) de Ted Tetzlaff : une pirate (non créditée)
- 1955 : On ne joue pas avec le crime (5 Against the House) de Phil Karlson : Kay Greylek
- 1955 : Picnic de Joshua Logan : Madge Owens
- 1955 : L'Homme au bras d'or (The Man with the Golden Arm) d'Otto Preminger : Molly
- 1956 : Tu seras un homme, mon fils (The Eddy Duchin Story) de George Sidney : Marjorie Oelrichs Duchin
- 1957 : Un seul amour (Jeanne Eagels) de George Sidney : Jeanne Eagels
- 1957 : La Blonde ou la Rousse (Pal Joey) de George Sidney : Linda English
- 1958 : Sueurs froides (Vertigo) d'Alfred Hitchcock ; Madeleine Elster / Judy Barton
- 1958 : L'Adorable Voisine (Bell Book and Candle) de Richard Quine : Gillian « Gil » Holroyd
- 1959 : Au milieu de la nuit (Middle of the Night) de Delbert Mann : Betty Preisser
- 1960 : Liaisons secrètes (Strangers When We Meet) de Richard Quine : Maggie Gault
- 1960 : Pepe de George Sidney : apparition dans son propre rôle
- 1962 : L'Inquiétante Dame en noir (The Notorious Landlady) de Richard Quine : Carlyle Hardwicke
- 1962 : Garçonnière pour quatre (Boys' Night Out) de Michael Gordon : Cathy
- 1964 : L'Ange pervers (Of Human Bondage) de Bryan Forbes : Mildred Rogers
- 1964 : Embrasse-moi, idiot (Kiss Me Stupid) de Billy Wilder : Polly
- 1965 : Les Aventures amoureuses de Moll Flanders (The Amorous Adventures of Moll Flanders) de Terence Young : Moll Flanders
- 1968 : Le Démon des femmes (The Legend of Lylah Clare) de Robert Aldrich : Elsa Brinkman / Lylah Clare
- 1969 : Le Plus Grand des Hold-up (The Great Bank Robbery) de Hy Averback : Sœur Lyda Kebanov
- 1973 : Les Contes aux limites de la folie (Tales That Witness Madness) de Freddie Francis, segment 4 Luau : Auriol Pageant
- 1977 : Le Bison blanc (The White Buffalo) de John Lee Thompson : Mme Poker Jenny Schermerhorn
- 1979 : C'est mon gigolo (Schöner Gigolo, armer Gigolo) de David Hemmings : Helga
- 1980 : Le miroir se brisa (The Mirror Crack'd)  de Guy Hamilton : Lola Brewster
- 1990 : The Children de Tony Palmer : Rose Sellars
- 1991 : Traumatismes (Liebestraum) de Mike Figgis : Lillian Anderson Munnsen

### Télévision
- 1973 : The Third Girl from the Left de Peter Medak (téléfilm) : Gloria Joyce
- 1975 : Le Triangle du Diable (Satan's Triangle) de Sutton Roley (téléfilm) : Eva
- 1983 : Malibu d'E.W. Swackhamer (téléfilm) : Billie Farnsworth
- 1985 : Alfred Hitchcock présente, épisode pilote Man from the South (série télévisée) : Rosa
- 1986-1987 : Falcon Crest saison 6, dix-neuf épisodes (série télévisée) : Kit Marlowe

## Documentaires
- 1959 : Premier Khrushchev in the USA
- 1963 : Showman
- 2023 : Kim Novak, l'âme rebelle d'Hollywood

## Voix françaises
- Nadine Alari dans :
  - Picnic
  - Sueurs froides
  - Liaisons secrètes
  - L'Inquiétante Dame en noir
  - Embrasse-moi, idiot
  - Le Bison blanc
- Jacqueline Porel dans :
  - Tu seras un homme, mon fils
  - La Blonde ou la Rousse
  - L'Adorable Voisine
  - Au milieu de la nuit

et aussi :
- Claire Guibert dans Du plomb pour l'inspecteur
- Jacqueline Ferrière dans L'Homme au bras d'or
- Nelly Benedetti dans Le Démon des femmes
- Jacqueline Cohen dans Le miroir se brisa
- Michèle Bardollet dans Falcon Crest (série télévisée)

## Distinctions
1955 : Golden Globes de la Meilleure Révélation Féminine pour Phffft!.